# Ernst Heintze

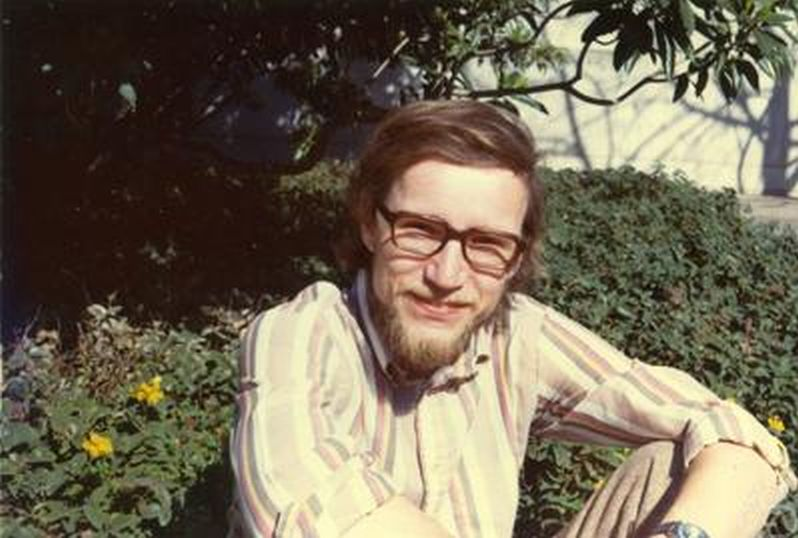
Ernst Heintze 1973

Ernst Heintze (* 6. April 1944 in Neubrandenburg) ist ein deutscher Mathematiker, der sich mit Differentialgeometrie befasst.
Heintze studierte ab 1964 Mathematik in Berlin, Freiburg und Bonn mit dem Diplom 1969 in Bonn und der Promotion 1970 in Bonn bei Wilhelm Klingenberg (Krümmung und Topologie des Raumes SU(5)/(Sp(2) x S1)).  Danach war er Assistent in Bonn, wo er sich 1976 habilitierte. 1973 war er an der University of California, Berkeley als Gastwissenschaftler. 1978 wurde er Professor an der Universität Münster und 1985 an der Universität Augsburg.
Nach ihm benannt sind die Heintze-Karcher-Ungleichung sowie die Heintze-Gruppen.

## Werke (Auswahl)
- On homogeneous manifolds of negative curvature. Math. Ann. 211 (1974), 23–34.
- mit H.-C. Im Hof: Geometry of horospheres. J. Differential Geom. 12 (1977), no. 4, 481–491.
- mit J. Brüning: Representations of compact Lie groups and elliptic operators. Invent. Math. 50 (1978/79), no. 2, 169–203.
- mit H. Karcher: A general comparison theorem with applications to volume estimates for submanifolds. Ann. Sci. École Norm. Sup. (4) 11 (1978), no. 4, 451–470.
- Extrinsic upper bounds for λ1. Math. Ann. 280 (1988), no. 3, 389–402.
- mit Xiaobo Liu: Homogeneity of infinite-dimensional isoparametric submanifolds. Ann. of Math. (2) 149 (1999), no. 1, 149–181.
- mit Chr. Groß: Finite order automorphisms and real forms of affine Kac-Moody algebras in the smooth and algebraic category. Mem. Amer. Math. Soc. 219 (2012), no. 1030, ISBN 978-0-8218-6918-5